# Karchowice

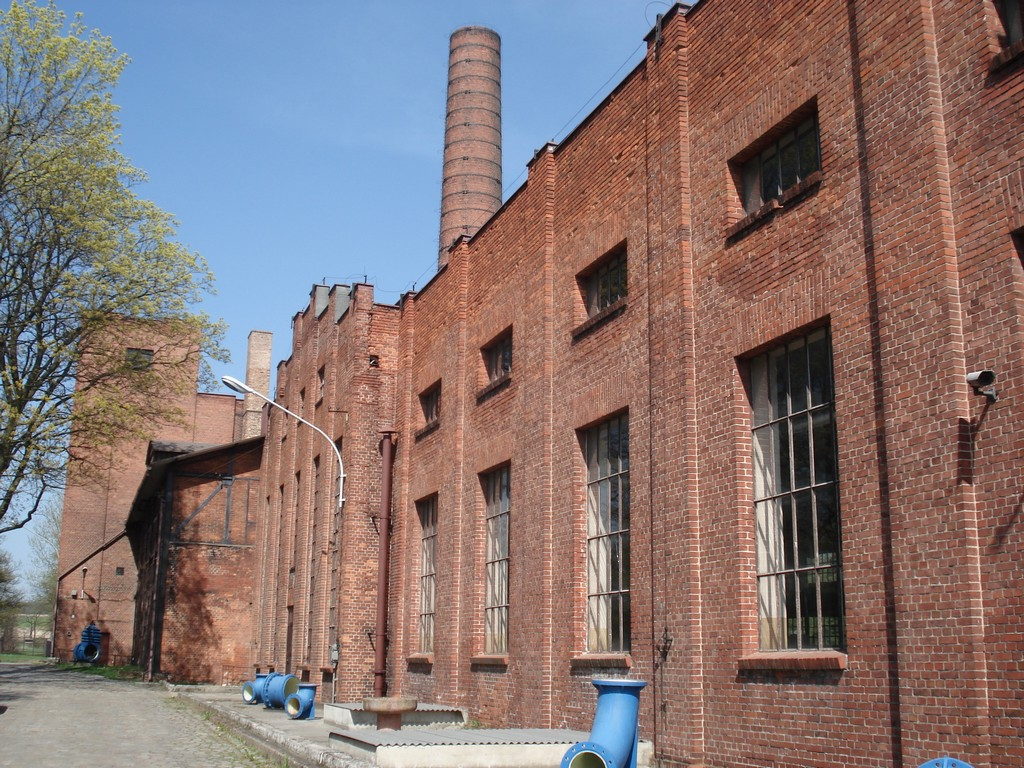
Das Wasserwerk Zawada

Karchowice (deutsch Karchowitz, 1936–1945 Gutenquell) ist eine Ortschaft in Oberschlesien. Sie liegt in der Gemeinde Zbrosławice (Broslawitz) im Powiat Tarnogórski (Kreis Tarnowitz) in der Woiwodschaft Schlesien.

## Geografie
Karchowice liegt sechs Kilometer südwestlich vom Gemeindesitz Zbrosławice, 15 Kilometer südwestlich von der Kreisstadt Tarnowskie Góry (Tarnowitz) und 28 Kilometer nordwestlich von der Woiwodschaftshauptstadt Katowice (Kattowitz).
Der Ort liegt am Tal des Flusses Drama.

## Geschichte
Der Ort entstand spätestens im 13. Jahrhundert und wurde 1210 erstmals urkundlich erwähnt. 1295–1305 wurde der Ort im Liber fundationis episcopatus Vratislaviensis (Zehntregister des Bistums Breslau) urkundlich als „Karchowitz polonico“ erwähnt.
Der Ort wurde 1783 im Buch Beytrage zur Beschreibung von Schlesien als Karchowi(t)z erwähnt, gehörte einem Herrn von Strachwitz, lag im Landkreis Tost und hatte 123 Einwohner, ein Vorwerk, eine Kirche, 15 Bauern und sieben Gärtner. 1818 wurde der Ort als Karchowitz erwähnt. 1856 wurde die katholische Schule erbaut. 1865 hatte die Gemeinde 19 Bauern, neun Gärtner, drei Häusler und drei Wassermühlen. 1895 wurde das Wasserwerk in Betrieb genommen.
Bei der Volksabstimmung in Oberschlesien am 20. März 1921 stimmten 52 Wahlberechtigte für einen Verbleib bei Deutschland und 155 für eine Zugehörigkeit zu Polen. Karchowitz verblieb beim Deutschen Reich. 1936 wurde der Ort in Gutenquell umbenannt. Bis 1945 befand sich der Ort im Landkreis Tost-Gleiwitz.
1945 kam der bis dahin deutsche Ort unter polnische Verwaltung und wurde in Karchowice umbenannt und der Woiwodschaft Schlesien angeschlossen. 1950 kam der Ort zur Woiwodschaft Kattowitz. 1999 kam der Ort zum wiedergegründeten Powiat Tarnogórski und zur neuen Woiwodschaft Schlesien.

## Sehenswürdigkeiten
- Katholische Kirche und Friedhof
- Nepomukkapelle, eine Wegkapelle aus dem 19. Jahrhundert
- Wegkreuze
- Wasserwerk Zawada aus dem Jahr 1895 mit Ziegelfassade.[5]

## Wappen
Das Wappen bzw. Siegel zeigt ein Wohnhaus.